# 국립 마르차나 도서관

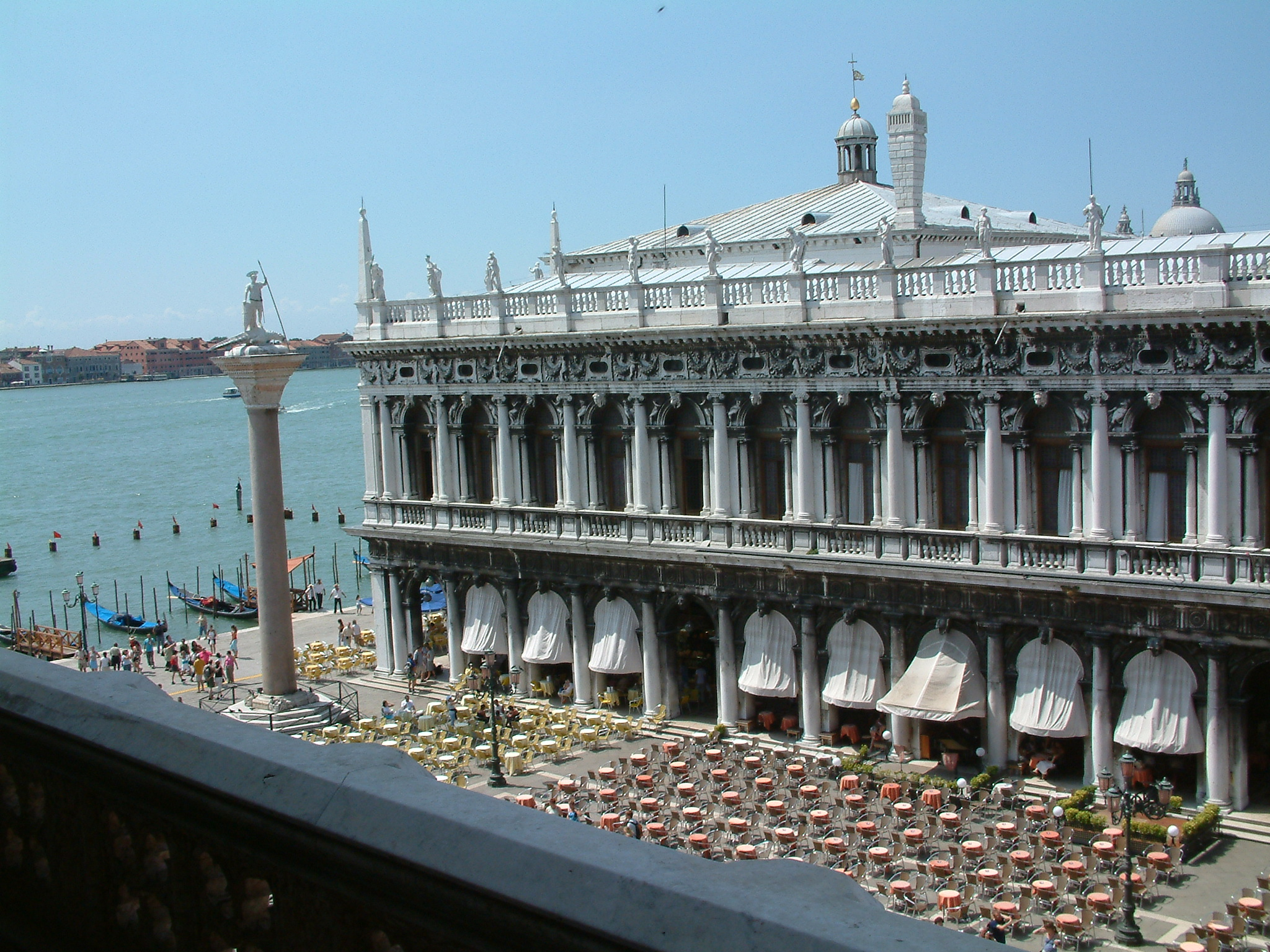
자코포 산소비노가 디자인한 국립 마르차나 도서관 건물.

국립 마르차나 도서관은 (이탈리아어: Biblioteca Nazionale Marciana)은 도서관이자 이탈리아 북부 베네토 지방의 도시 베네치아에 있는 르네상스 시대의 건축물이다. 이 도서관은 이탈리아에서 현존하는 공립 사본 보관소 중 가장 오래된 것 중 하나로 꼽히며, 세계적으로 가치있는 고문서들을 소장하고 있다. 이 도서관의 이름은 베네치아의 수호성인인 복음사가 마르코의 이름을 따서 붙여졌다. 이 도서관은 베네치아의 다른 곳에 있는 베네치아 공화국 국립 기록보관소와는 별개의 곳이다.

## 역사
이 건물은 자코포 산소비노 (Jacopo Sansovino)가 설계한 것으로, 그의 설계 중 아케이드의 첫 16개 구간은 1537년부터 1553년 동안 건축되었는데, 1560년까지 프레스코화 및 기타 장식 작업은 계속되었다. 1570년 산소비노가 타계한 후, 산소비노의 설계를 따라 빈첸초 스카모치 (Vincenzo Scamozzi)가 추가로 5개의 구간을 더 지었는데 이는 이 건물을 운하의 제방(molo)까지 내려오게 만들었는데, 이로써 도서관 건물은 산소비노가 설계한 베네치아의 조폐청인 제카 궁전 (Palazzo della Zecca)의 옆까지 도달하게 되었다. 이탈리아어, 토스카나어의 발전에 지대한 공헌을 한 학자, 시인, 문화공론가이자 추기경인 피에트로 벰보(Pietro Bembo)는 이 도서관의 초기 사서 중 한 명으로 1530년 그가 베네치아 공화국의 공식 역사학직을 수락한 얼마 후 공식 사서로 임명되었다.
이 도서관의 소장도서는 이 건물이 완공되기 전부터 수집되었다. 그 사례로 이 도서관 장서의 시초는 비잔틴의 학자, 후원자, 수집가였던 베사리오 추기경이 1468년 5월 31일 베네치아 공화국에 "인류의 공익 (ad communem hominum utilitatem)"을 위해 기증한 482권의 그리스어, 246권의 라틴어 등 총 746권의 코덱스이다. 이 기증된 장서에는 그의 사후 250권의 문서와 몇 권의 초기 간행본 (incunabla)이 더 추가되어, 학자들을 위해 개방된 베네치아의 첫 도서관을 구성할 수 있었다. (1362년에 페트라르카의 도서관이 베네치아에 기증되었지만 이 문헌, 고서, 사적인 편지는 분실되거나 분산되었다.)
후대에 세워진 대영 도서관 및 미국 의회도서관처럼 이 도서관 또한, 1603년에 제정된 베네치아에서 출판된 모든 책들의 사본이 이 도서관에 제출해야하는 법의 혜택을 받아 크게 성장할 수 있었는데, 이런 관련 법령으로는 최초로 여겨진다. 이 마르차나 도서관은 후대인 18세기 후반에 베네치아의 SS, 조반니, 파올로, 파도바의 산 조반니 디 베르다라 수도원 등 몇몇 수도원에 축적된 장서들을 이관받아 소장품 목록이 더욱 윤택해졌다.

## 같이 보기
- 메디체아 라우렌치아나 도서관
- 말라테스티아나 도서관
- 바티칸 도서관